# 萧甬铁路
萧甬铁路，又称杭甬铁路、萧穿铁路，是中国浙江一条连接杭州和宁波的铁路。铁路起点为杭州市萧山区钱塘江南岸的杭州南站（原名萧山站），终点为宁波站，下行线全长146.4公里，上行线全长148.1公里。铁路最早的路段为曹娥江至宁波路段，始建于1910年6月15日，建成于1914年6月11日。此后的1937年11月，萧山至曹娥江段亦建成通车，但一个月之后，由于抗战需要，铁路被拆除，直至1959年，萧甬铁路方才完成重建。
目前，萧甬铁路的铁路运营商为萧甬铁路有限责任公司，管理方为中国铁路上海局集团。全线为双线电气化铁路，最高限速160公里/小时。铁路为中国铁路规划“八纵八横”沿海大通道的重要组成部分，亦是宁波和绍兴地区重要的客货运通道，同时也是宁波港腹地物资集散、中转的通道。2013年通车的杭甬客运专线与萧甬铁路平行，减轻了萧甬铁路的客运压力，使萧甬铁路可以更多地进行货物运输。

## 路线
萧甬铁路起自杭州市萧山区境内的杭州南站，与沪昆铁路相连。铁路向东经过绍兴市柯桥区、越城区、上虞区、宁波市余姚市、江北区，至庄桥站始与杭甬客运专线共线，终于宁波市海曙区境内的宁波站，并与甬台温铁路和北仑支线疏港铁路相连。铁路下行线全长146.4公里，上行线全长148.1公里，为国铁一级双线电气化铁路干线，沿线共有14座运营中的车站，其中5座办理客运。

## 历史

### 铁路自办与曹甬段初建

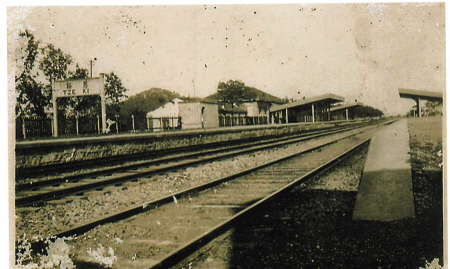
20世纪30年代的曹甬铁路慈谿站（今慈城站）

萧甬铁路的历史始于19世纪末。中日甲午战争之后，英、法、俄等国争夺在华铁路修建权利。曾一度落后于法俄的英国在争夺卢汉铁路路权失利后，转而着手实施“长江流域铁路系统”计划。1898年9月1日，时任清政府铁路督办大臣盛宣怀与英商怡和洋行在上海签订《苏杭甬铁路草约》，拟将从苏州至杭州并延长至宁波的铁路路权交与英国。但到了1905年，随着“收回利权运动”的兴起，江浙两省绅商提出自办铁路并成立浙路公司和苏路公司。在英商的强烈反对下，清政府拟向英商借款并转借浙路公司修建铁路，遭到浙商强烈抵制，全省筹款迅速达到拟借款总额，杭甬铁路因而得以自办。
1910年6月，沪杭甬铁路杭甬段开工。由于铁路线被曹娥江阻断，最早修建的是宁波至曹娥江东岸的路段。在规划线路时，宁波旅沪同乡会和宁波本地商学界对终点站的位置产生争执。宁波旅沪同乡会认为终点站应位于江北岸，而宁波本地商学界则认为应将终点站设置在姚江南岸今和义路战船街的位置。后在浙路公司的协调下，宁波站的位置被确定在江北岸石板行跟附近。1914年，全长78公里的沪杭甬铁路宁波至曹娥江段通车，全线共设马渚、余姚、蜀山、丈亭、叶家、慈谿（今慈城）、洪塘、庄桥、宁波9站。

### 萧绍段续建与全线拆除
曹甬段建成后，浙路公司旋即展开萧山至绍兴段的建设。但由于中国当时不具备建设大型桥梁的能力，浙路公司聘请德国工程师主持修建跨曹娥江桥梁。1914年，曹娥江上由德商捷成洋行建成铁路桥桥墩，桥体钢梁则在德国建造。但不久，第一次世界大战爆发，德国破坏已建成的钢梁，导致工程无法继续进行。而曹娥江西岸至萧山的铁路因无法跨越钱塘江而处于停工状态。直至1935年，由茅以升主持设计的钱塘江大桥开工，铁路跨越钱塘江的难题终于得以克服。1936年10月，沪杭甬铁路萧绍段续建，并于1937年11月通车。
此时，整条沪杭甬铁路只剩跨越曹娥江的一段尚未建设。但由于日军进犯，1937年12月，余杭县城失守，国军撤退时为阻断日军前进，炸毁钱塘江大桥。同时，国民政府下令拆除尚未完全建成的杭甬铁路。从1938年至1953年，萧山至宁波的铁路未得到重建，而在此期间，最初的宁波站也遭到毁坏，仅剩余一座楼房，2008年在城市建设中遭到拆除，2016年原址复建为甬曹铁路宁波车站纪念馆。

### 重建与改建

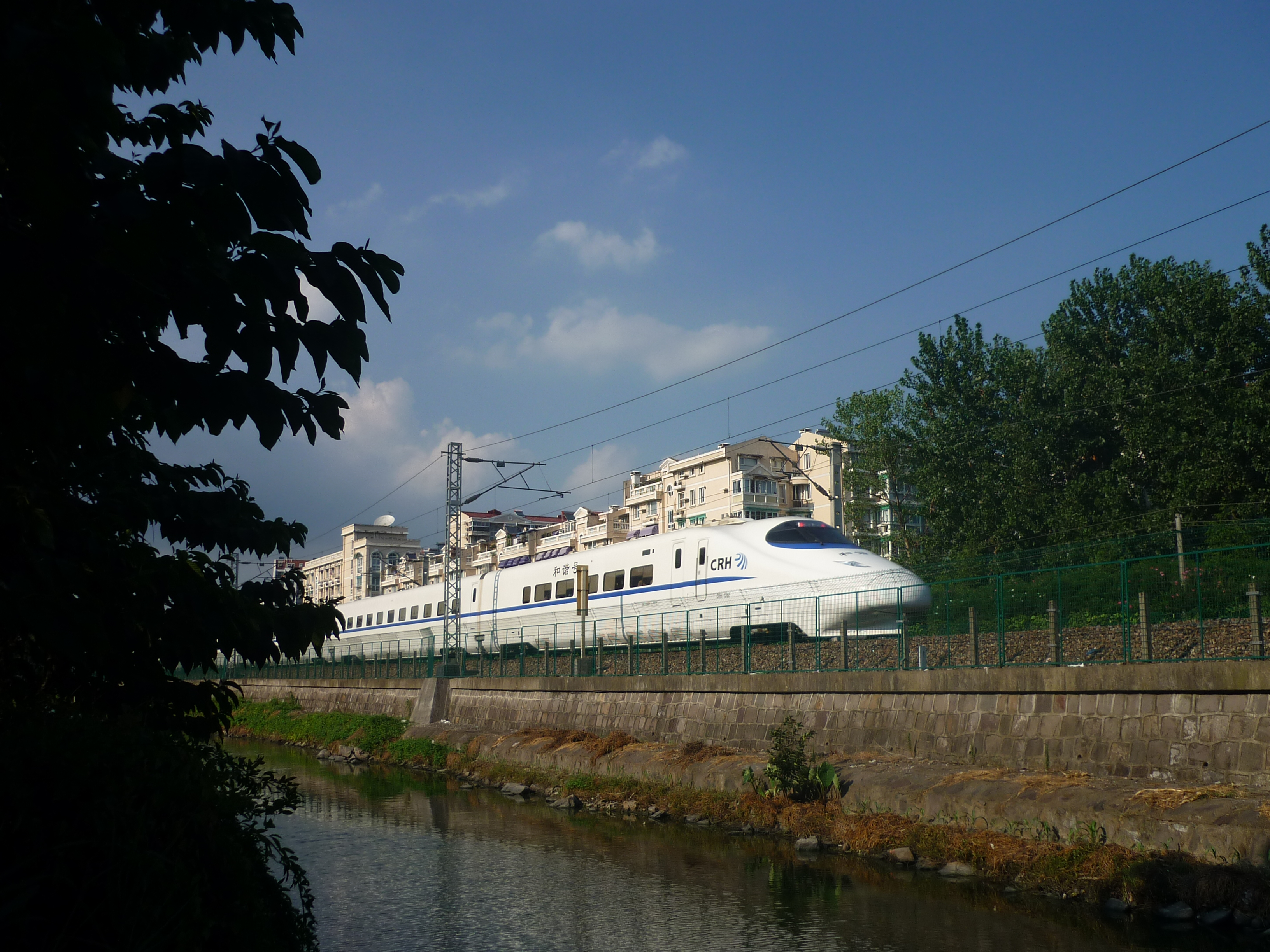
2010年运行于萧甬铁路宁波段的CRH2E列车，此时轨道两侧尚未安装隔音屏

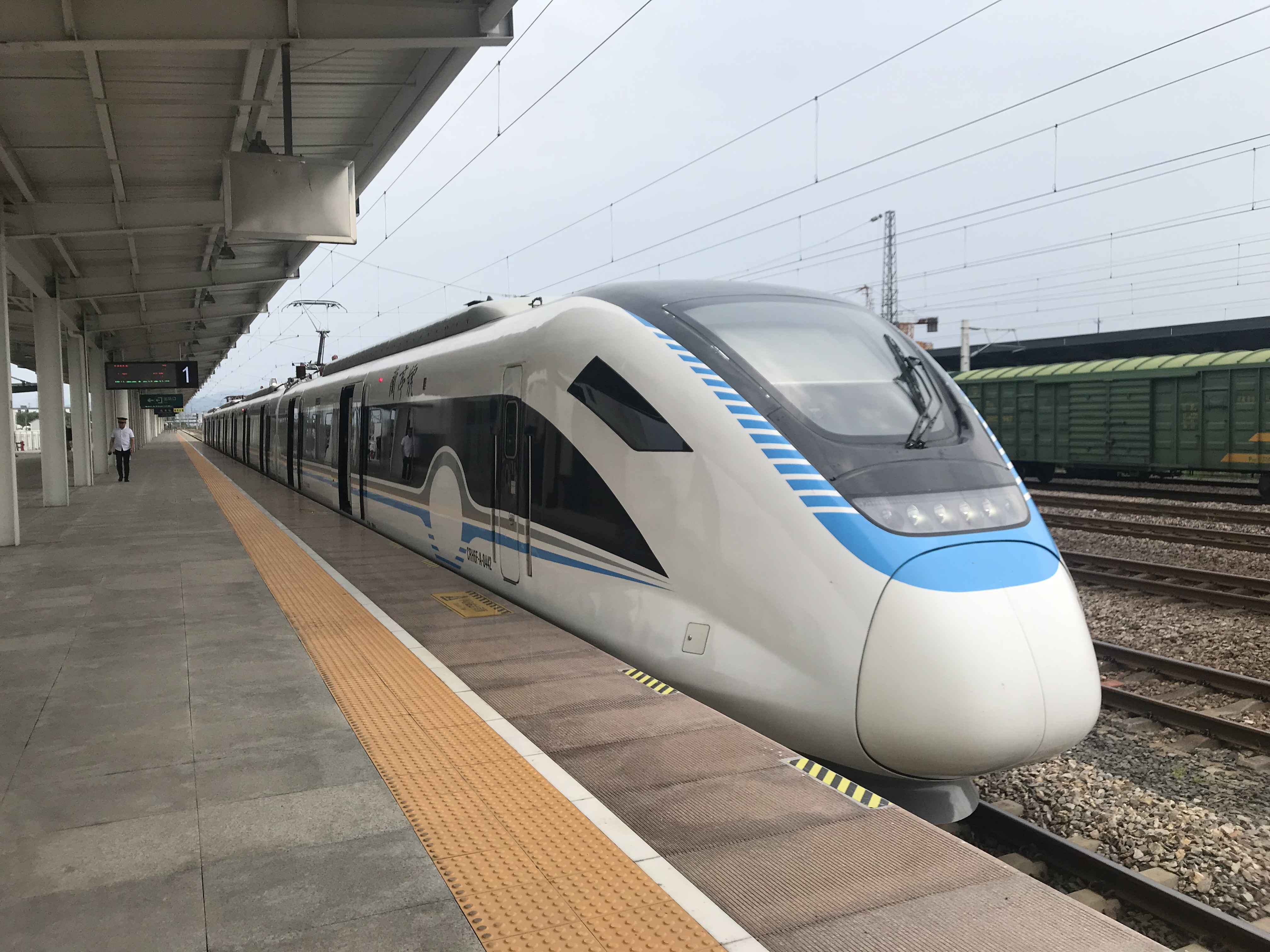
绍兴风情旅游新干线使用的CRH6F-A于钱清站

1953年7月1日起，原沪杭甬铁路杭甬段开始分段重建。由于铁路始于萧山，计划修建至穿山半岛，因而更名为萧穿铁路，后因铁路延伸部分并未铺轨，因而得名为萧甬铁路（宁波至穿山半岛段20世纪80年代建成后更名为北仑支线）。1955年1月，萧山站（现萧山西站）至曹娥江西岸通车，3月18日建成曹娥江大桥。6月，铁路通至余姚，12月抵达庄桥。但由于姚江两岸地基松软，直至1959年，方才在苏联专家帮助下建成青林渡铁路桥并将终点站设在宁波南门。1959年10月1日，萧甬铁路全线完成重建并通车。
萧甬铁路建成后，铁路设施由于运量的不断增加而得到改善。20世纪80年代至90年代，先后拓宽路基，更换道岔，升级闭塞并延长和新建各车站到发线。1992年6月，随着浙赣绕行线和新萧山站（现杭州南站）的建成，萧甬铁路起始站由老萧山站（现萧山西站）改为新萧山站（现杭州南站），老站与新站之间拆除老线，新建萧萧联络线，下穿北山公园隧道，也是目前萧甬铁路上唯一的隧道。20世纪90年代以来，由于浙东经济的发展，萧甬铁路运能明显不足。为此，2000年起，萧甬铁路开始提速，最高时速从最初的45公里提升到110公里，直至160公里。2002年，萧甬铁路完成复线改造，同时启用洪塘编组站（即今天的宁波北站），使得列车通过能力明显提高。2006年11月28日，萧甬铁路开始电气化改造，并于2009年5月30日开行电力机车，从2009年9月28日开始运行动车组列车。沿线铁路道口也将逐步通过铁路高架化和立交化予以取消。
2013年，与萧甬铁路平行，最高时速300公里的杭甬客运专线开通，萧甬铁路上现有动车组列车全部改由杭甬客运专线运行。同时，宁波北站和绍兴东站（皋埠站）的异地重建使萧甬铁路的货运能力有了较大的提升。萧甬铁路宁波至余姚段于2017年开行市郊列车，绍兴段也于2018年4月18日已开行市郊列车，2019年7月10日，市郊列车实现钱清站-宁波站贯通运营，2023年8月1日实现杭州南站-宁波站贯通运营。杭甬客运专线开通初期，萧甬铁路庄桥站至宁波站区间与杭甬客运专线共用使宁波至庄桥区间运能紧张，而市郊列车的开行则加剧了这一瓶颈。为此，庄桥-宁波区间增建三、四线以实现高铁与普速分线，2024年6月28日该工程正式启用。

## 运营
萧甬铁路由萧甬铁路有限责任公司运营。公司成立于1998年10月，最初为中国铁道部（今中国国家铁路集团）和浙江省人民政府合资。2011年，宁波港集团有限公司入股，是中国铁路首家在既有线上改制的合资公司。2010年，公司是浙江省内仅有的两家盈利的铁路合资公司之一。

## 车站
萧甬铁路1959年建成时，全线共有22座车站，即杭州市境内的萧山、夏家桥，绍兴市境内的钱清、柯桥、绍兴、东湖、皋埠、陶堰、上虞、东关镇、曹娥、驿亭、五夫，宁波市境内的马渚、余姚、蜀山、丈亭、叶家、慈城、洪塘乡、庄桥、宁波。历次铁路提速，先后拆除和撤销柯桥、陶堰、东关、曹娥、驿亭、五夫、马渚、丈亭、叶家站，1960年新建余姚西站，1992年迁建萧山站（即今杭州南站），改洪塘乡站为编组站，2010年改名宁波北站，蜀山站由会让站升为货运站，迁建绍兴东站至皋埠站。至2015年，全线共有13座车站处于运营中，其中杭州南、钱清、绍兴、上虞、余姚、宁波五站有客运业务，其余各站为货运站或会让站。丈亭、百官等站由于城际铁路的需要，有重建的规划。
凡例
- ●：停靠、▲：部分列车停靠、｜：通过
- 普速列车：含快速、特快列车
- 市郊列车：含宁波城铁、绍兴城际线以及直通列车3对

| 站名         | 杭州站起运价里程 （公里） | 市郊列车                                                    | 普速列车                                                    | 动车组                                                      | 换乘路线                                                    | 备注                                                        | 所在地                                                      | 所在地                                                      | 所在地                                                      |
| ------------ | ------------------------- | ----------------------------------------------------------- | ----------------------------------------------------------- | ----------------------------------------------------------- | ----------------------------------------------------------- | ----------------------------------------------------------- | ----------------------------------------------------------- | ----------------------------------------------------------- | ----------------------------------------------------------- |
| 直通运行     | 直通运行                  | ●普通列车：沪昆线往上海站方向 ●动车组：杭深线往杭州东站方向 | ●普通列车：沪昆线往上海站方向 ●动车组：杭深线往杭州东站方向 | ●普通列车：沪昆线往上海站方向 ●动车组：杭深线往杭州东站方向 | ●普通列车：沪昆线往上海站方向 ●动车组：杭深线往杭州东站方向 | ●普通列车：沪昆线往上海站方向 ●动车组：杭深线往杭州东站方向 | ●普通列车：沪昆线往上海站方向 ●动车组：杭深线往杭州东站方向 | ●普通列车：沪昆线往上海站方向 ●动车组：杭深线往杭州东站方向 | ●普通列车：沪昆线往上海站方向 ●动车组：杭深线往杭州东站方向 |
| 杭州南站     | 27                        | ●                                                           | ▲                                                           | ▲                                                           | 沪昆线 沪昆高速线 萧萧联络线 杭州地铁： █ 5号线             | 7台21线，可停靠动车组列车                                   | 浙江省                                                      | 杭州市                                                      | 萧山区                                                      |
| 夏家桥站     |                           | ｜                                                          | ｜                                                          | 杭深线经由                                                  | 萧浙联络线                                                  | 会让站                                                      | 浙江省                                                      | 杭州市                                                      | 萧山区                                                      |
| 钱清站       | 42                        | ▲                                                           | ｜                                                          | 杭深线经由                                                  |                                                             | 绍兴城际线车站                                              | 浙江省                                                      | 绍兴市                                                      | 柯桥区                                                      |
| 兴工路站     |                           | ｜                                                          | ｜                                                          | 杭深线经由                                                  |                                                             | 计划新建                                                    | 浙江省                                                      | 绍兴市                                                      | 柯桥区                                                      |
| 金柯桥大道站 |                           | ｜                                                          | ｜                                                          | 杭深线经由                                                  |                                                             | 计划新建                                                    | 浙江省                                                      | 绍兴市                                                      | 柯桥区                                                      |
| 镜水路站     |                           | ｜                                                          | ｜                                                          | 杭深线经由                                                  |                                                             | 计划新建                                                    | 浙江省                                                      | 绍兴市                                                      | 柯桥区                                                      |
| 绍兴站       | 63                        | ●                                                           | ●                                                           | 杭深线经由                                                  | 漓渚支线 绍兴轨道交通： █ 1号线                             | 2台6线，可停靠动车组列车                                    | 浙江省                                                      | 绍兴市                                                      | 越城区                                                      |
| 迪荡站       |                           | ●                                                           | ｜                                                          | 杭深线经由                                                  |                                                             | 绍兴城际线车站                                              | 浙江省                                                      | 绍兴市                                                      | 越城区                                                      |
| 皋埠站       |                           | ｜                                                          | ｜                                                          | 杭深线经由                                                  |                                                             | 货运站                                                      | 浙江省                                                      | 绍兴市                                                      | 越城区                                                      |
| 陶堰站       |                           | ｜                                                          | ｜                                                          | 杭深线经由                                                  |                                                             | 计划重建                                                    | 浙江省                                                      | 绍兴市                                                      | 越城区                                                      |
| 东关镇站     |                           | ｜                                                          | ｜                                                          | 杭深线经由                                                  |                                                             | 计划重建                                                    | 浙江省                                                      | 绍兴市                                                      | 上虞区                                                      |
| 上虞站       | 91                        | ●                                                           | ▲                                                           | 杭深线经由                                                  |                                                             | 2台，可停靠动车组列车                                       | 浙江省                                                      | 绍兴市                                                      | 上虞区                                                      |
| 百官站       |                           | ｜                                                          | ｜                                                          | 杭深线经由                                                  |                                                             | 在建                                                        | 浙江省                                                      | 绍兴市                                                      | 上虞区                                                      |
| 驿亭站       |                           | ｜                                                          | ｜                                                          | 杭深线经由                                                  |                                                             | 计划新建                                                    | 浙江省                                                      | 绍兴市                                                      | 上虞区                                                      |
| 牟山站       |                           | ｜                                                          | ｜                                                          | 杭深线经由                                                  |                                                             | 在建                                                        | 浙江省                                                      | 宁波市                                                      | 余姚市                                                      |
| 余姚西站     |                           | ｜                                                          | ｜                                                          | 杭深线经由                                                  |                                                             | 货运站                                                      | 浙江省                                                      | 宁波市                                                      | 余姚市                                                      |
| 余姚站       | 123                       | ●                                                           | ▲                                                           | 杭深线经由                                                  |                                                             | 3台，可停靠动车组列车                                       | 浙江省                                                      | 宁波市                                                      | 余姚市                                                      |
| 蜀山站       |                           | ｜                                                          | ｜                                                          | 杭深线经由                                                  | 余慈支线                                                    | 货运站                                                      | 浙江省                                                      | 宁波市                                                      | 余姚市                                                      |
| 丈亭站       |                           | ｜                                                          | ｜                                                          | 杭深线经由                                                  |                                                             | 计划重建                                                    | 浙江省                                                      | 宁波市                                                      | 余姚市                                                      |
| 慈城站       |                           | ｜                                                          | ｜                                                          | 杭深线经由                                                  | 宁波轨道交通：■ 4号线                                       | 货运站，计划改建                                            | 浙江省                                                      | 宁波市                                                      | 江北区                                                      |
| 宁波北站     |                           | ↓                                                           | ↓                                                           | 杭深线经由                                                  | 宁波北环线                                                  | 编组站1                                                     | 浙江省                                                      | 宁波市                                                      | 江北区                                                      |
| 庄桥站       | 163                       | ｜                                                          | ｜                                                          | ▲                                                           | 杭深线 白沙支线 宁波轨道交通：■ 4号线                       | 货运站兼杭深线辅助客运站                                    | 浙江省                                                      | 宁波市                                                      | 江北区                                                      |
| 宁波站       | 171                       | ●                                                           | ●                                                           | ●                                                           | 北仑线 宁波轨道交通：■ 2号线 ■ 4号线                        | 8台16线，兼杭深线终点站                                     | 浙江省                                                      | 宁波市                                                      | 海曙区                                                      |
| 直通运行     | 直通运行                  | ○动车组：杭深线往深圳北站方向                               | ○动车组：杭深线往深圳北站方向                               | ○动车组：杭深线往深圳北站方向                               | ○动车组：杭深线往深圳北站方向                               | ○动车组：杭深线往深圳北站方向                               | ○动车组：杭深线往深圳北站方向                               | ○动车组：杭深线往深圳北站方向                               | ○动车组：杭深线往深圳北站方向                               |

- 注1：2002年新建编组站，2014年原宁波北站迁入。庄桥上行线不经过此站。

## 事故
2005年5月9日上午7时10分，萧甬铁路85公里处（余姚西至驿亭区间）由于铁路旁取土导致路基整体下沉，铁路中断运行。此次事故造成多对列车停运，退票上万张，宁波站始发列车改由上虞站和绍兴站始发。2005年5月18日，事故路段恢复通行。